# 日本バプテスト・バイブル・フェローシップ
日本バプテスト・バイブル・フェローシップ（にほんバプテストバイブルフェローシップ）は、日本のバプテスト系の団体。略称：JBBF。

## 沿革
- 1949年6月 バプテスト・バイブル・フェローシップの最初の宣教師I.フォスターがアメリカから来日して、翌年にかけてさらに3名の宣教師が加わった。現在、千葉県、群馬県、静岡県をはじめ、北海道から九州まで教会形成をすすめている。海外宣教も盛んに行っている。
- 1952年 宗教法人格を取得
- 1954年 千葉に日本バプテスト聖書神学校が設立された。現在は軽井沢にキャンパスがある。

## 特色
- 自由主義神学と戦ったバプテスト根本主義の信仰に立つ人々が設立して、保守バプテストの教義を堅く守っている。
- 自分たちの信仰を大切に守って教会形成を行うところから、超教派的な伝道協力には原則として参加しない（保守バプテスト同盟や、単立バプテスト教会など、信仰的立場を同じくするバプテスト教会とは交流することもある）。

## 教義
- 根本主義バプテストを堅持。
- 単立・独立主義
- 政教分離の原則が取られている。